# Volîțea, Sokal
Volîțea (în ucraineană Волиця) este localitatea de reședință a comunei Volîțea din raionul Sokal, regiunea Liov, Ucraina.

## Demografie
Componența lingvistică a localității Volîțea
     Ucraineană (99,9%)
     Alte limbi (0,1%)
Conform recensământului din 2001, majoritatea populației localității Volîțea era vorbitoare de ucraineană (99,9%), existând în minoritate și vorbitori de alte limbi.